# Pteropus rodricensis
La volpe volante di Rodrigues (Pteropus rodricensis Dobson, 1878) è una specie di pipistrello appartenente alla famiglia Pteropodidae endemica di Rodrigues, un'isola nell'Oceano Indiano appartenente a Mauritius. 

## Descrizione

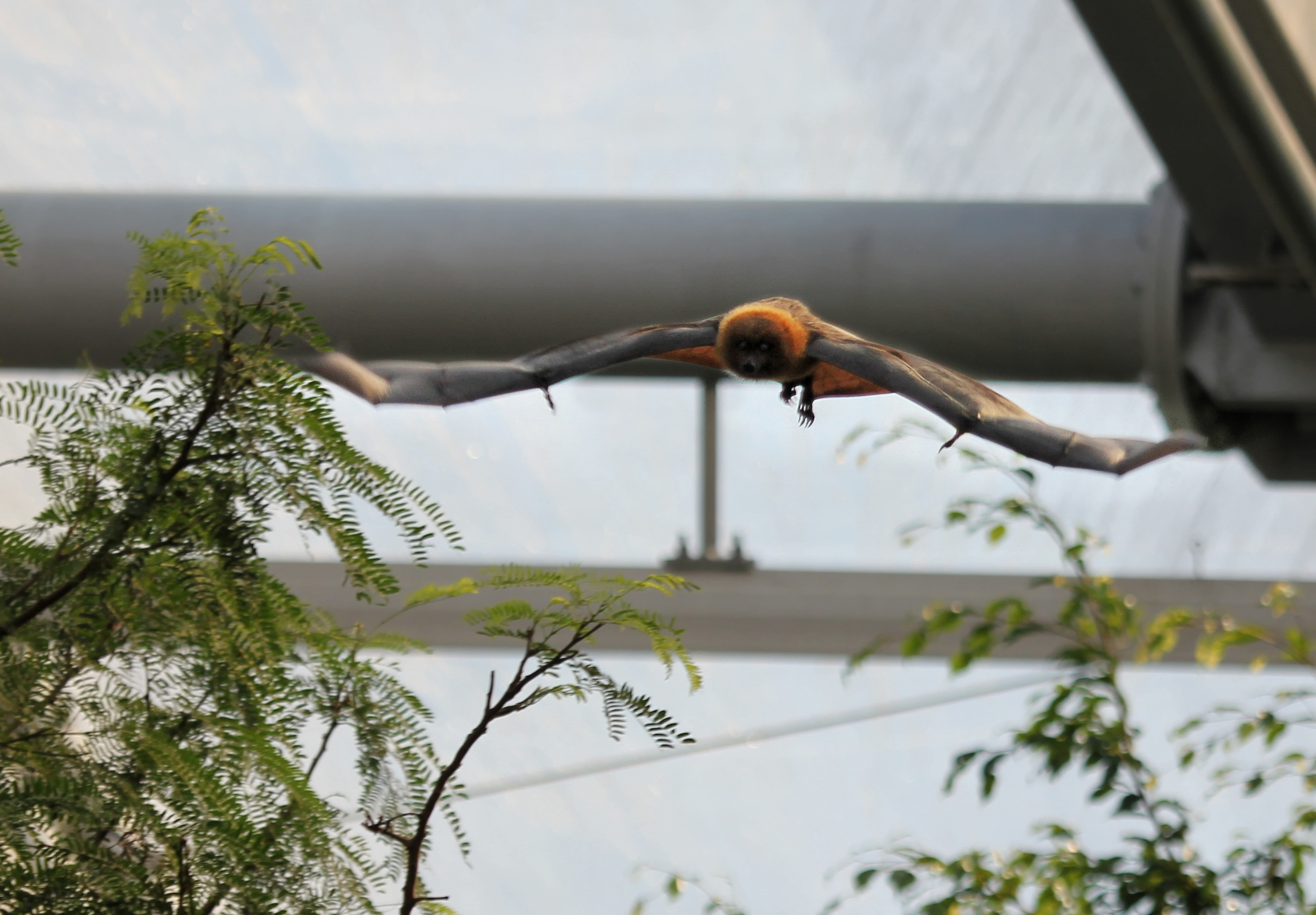
In volo, allo zoo di Zurigo

### Dimensioni
Si tratta di una specie di medie dimensioni, che può raggiungere i 350 grammi di peso ed un'apertura alare di 90 centimetri. La lunghezza dell'avambraccio è tra i 124,5 e i 127 millimetri, la lunghezza del piede tra 39,5 e 43 millimetri e la lunghezza delle orecchie tra i 21,5 e i 22,5 millimetri.

### Aspetto
La pelliccia è piuttosto lunga, setosa e si estende densamente fino agli avambracci e alle caviglie. Le parti dorsali sono marroni scure, le spalle sono arancioni-brunastre brillanti, la testa è bruno-rossastra mentre le parti ventrali sono bruno-nerastre. Il muso è relativamente corto ed affusolato, gli occhi sono grandi. Le orecchie sono corte, parzialmente nascoste nella pelliccia e con una concavità sul margine esterno appena sotto l'estremità appuntita. La tibia è densamente ricoperta di peli nella metà superiore. È privo di coda, mentre l'uropatagio è ridotto ad una sottile membrana lungo la parte interna degli arti inferiori e completamente nascosta dalla pelliccia circostante. Il cranio presenta un rostro accorciato e le orbite piuttosto piccole. Il numero cromosomico è 2n=38.

## Distribuzione e habitat
L'areale di questa specie è ristretto all'Isola di Rodrigues, una delle Isole Mascarene. È vissuto in epoca storica anche sull'Isola di Mauritius e su Round Island. Questi animali prediligono le foreste primarie e secondarie fino a 200 metri di altitudine.

## Biologia

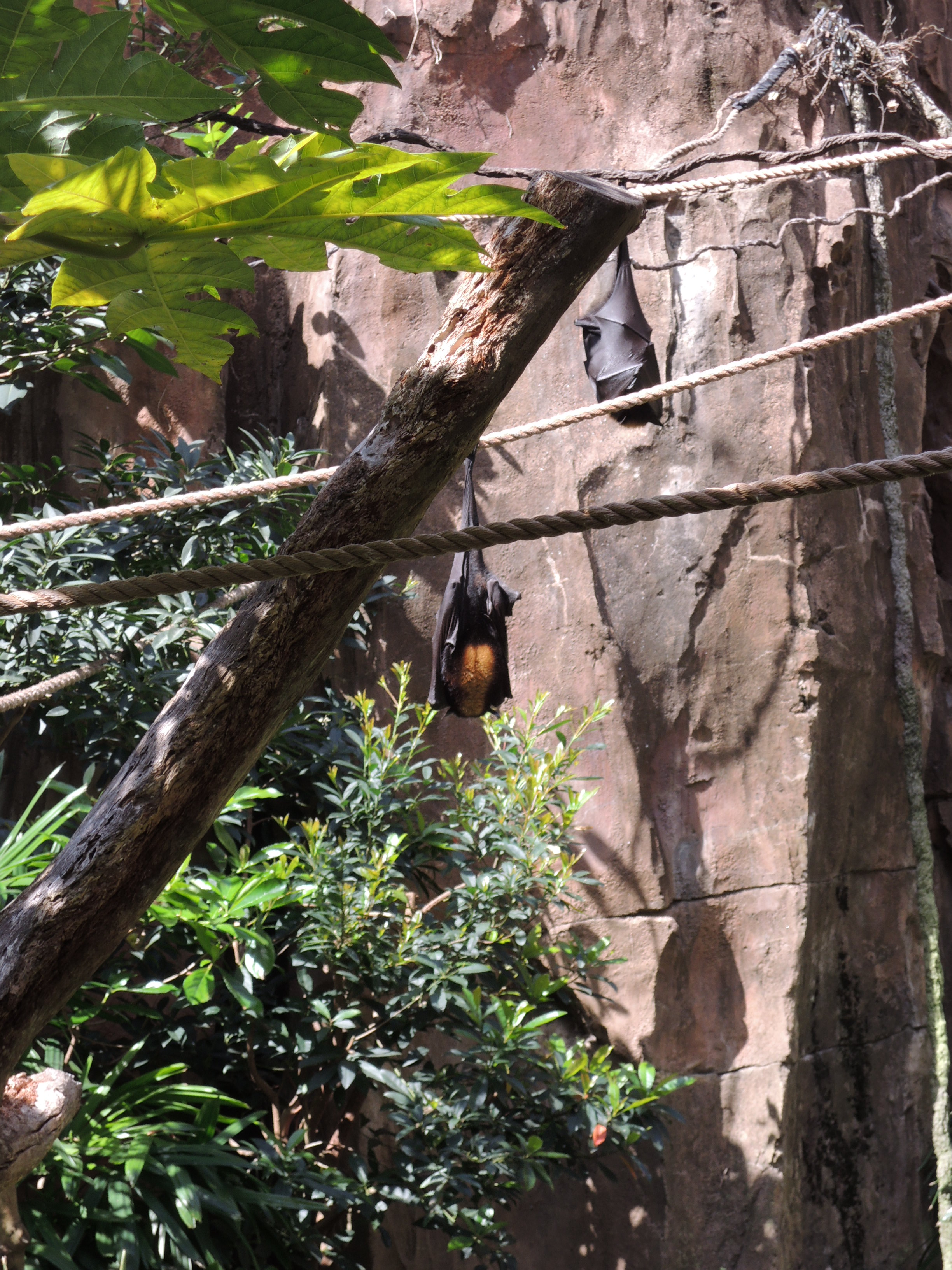
Alcuni esemplari, al Disney's Animal Kingdom

### Comportamento
Le volpi volanti di Rodrigues sono una specie sociale che si riunisce spesso in grandi colonie. Gli esemplari osservati in cattività mostrano che queste colonie siano composte da un maschio dominante ed un suo harem di un massimo di dieci femmine, con cui si appollaia e si accoppia tra il denso fogliame degli alberi. I maschi subordinati e/o immaturi tendono ad appollaiarsi ai margini della colonia.

### Alimentazione
Si tratta di una specie frugivora che si nutre principalmente di notte. La loro dieta è composta principalmente da frutti di vari alberi, tra cui tamarindi, manghi, fichi, guava, papaya ed i frutti dell'albero del pane africano. Come molti altri pipistrelli della frutta, spremono il succo e la polpa morbida del frutto con i denti, ingoiando raramente le parti più dure.

### Riproduzione
Danno alla luce un piccolo alla volta tra ottobre e dicembre. Giovani dipendenti dalla madre sono stati osservati dalla fine di agosto ai primi giorni di febbraio. Vengono allattati per 10-11 settimane, occasionalmente fino a 6 mesi, e rimangono insieme al genitore per almeno un anno.

## Tassonomia
In accordo alla suddivisione del genere Pteropus effettuata da Andersen., P. rodricensis è stato inserito nello P. lombocensis species Group, insieme a P. lombocensis  stesso e P. molossinus. Tale appartenenza si basa sulle caratteristiche di avere un ripiano basale nei premolari, un rostro del cranio molto accorciato ed il primo incisivo inferiore ridotto.

## Conservazione

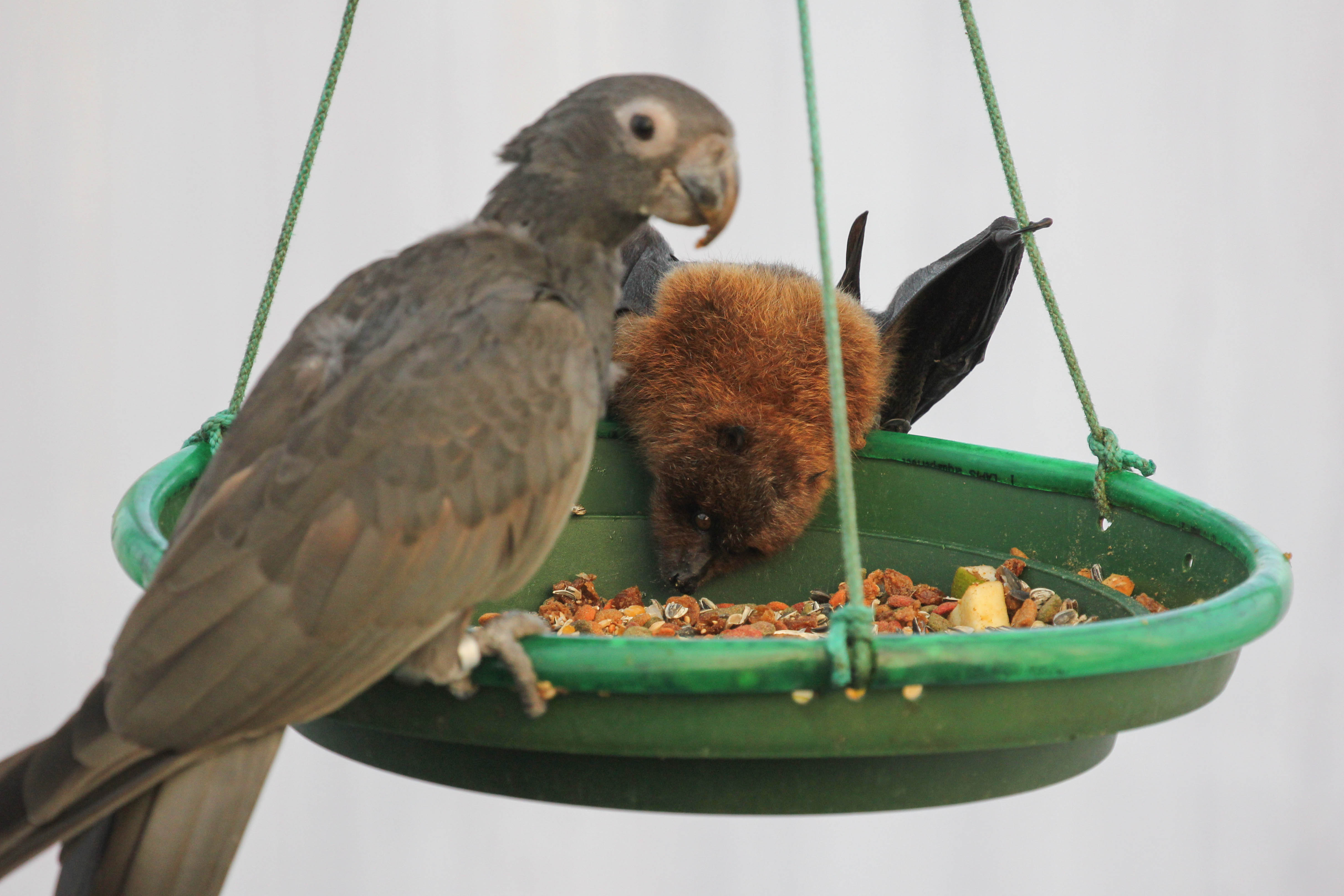
Un esemplare insieme ad un vasa maggiore, in una mangiatoia allo zoo di Zurigo

La volpe volante di Rodrigues è una specie altamente minacciata considerato l'areale ristretto in cui vive, colpito frequentemente da cicloni tropicali e dall'intervento umano, oltre alla caccia per la carne da parte delle popolazioni locali. In passato, i posatoi diurni e d'"accampamento" di questa volpe volante potevano contare più di 500 individui. La specie attualmente conta solo poche centinaia in totale in natura, ed è stata classificata come in pericolo dalla IUCN. Il Durrell Wildlife Conservation Trust ha intrapreso un programma di riproduzione in cattività di successo e ora ci sono diverse colonie di questi pipistrelli in diversi zoo. A causa del suo status in pericolo, è identificato dall’Alliance for Zero Extinction come una specie in pericolo d'estinzione imminente. Nel 2013, la Bat Conservation International ha elencato questa specie come una delle 35 specie della sua lista di conservazione prioritaria mondiale. Nel 2017, la IUCN ha reso noto che i successi dell'allevamento in cattività di questa specie hanno portato ad un aumento demografico di quest'ultima, pertanto gli sforzi di conservazione per questa specie potrebbero salvarla dal pericolo d'estinzione.

### Negli zoo
Diverse colonie di volpi volanti di Rodrigues sono ospitate in vari zoo di tutto il mondo in veste del loro programma di riproduzione in cattività. Gli zoo che le ospitano sono il West Midland Safari Park, lo zoo di Philadelphia, lo zoo di Central Park, il Prospect Park Zoo, il Brookfield Zoo, lo zoo del Bronx, lo zoo dell'Oregon, il Moody Gardens Rainforest Pyramid, lo Zoo Safari Park di San Diego, il Disney's Animal Kingdom, lo zoo di Copenaghen, lo zoo di Belfast, il Curraghs Wildlife Park, lo zoo Folly Farm, lo zoo di Dublino, lo zoo di Paignton, lo zoo di Londra, il Royal Burgers' Zoo, tra gli altri. Il più grande gruppo in cattività è ospitato allo zoo di Chester.